# Gardner Ridge
La Gardner Ridge è una cresta montuosa antartica, libera dal ghiaccio, situata 7 km a sudest delle Davis Hills, posta sul fianco sud del Ghiacciaio Klein, nei Monti della Regina Maud, in Antartide.

## Storia
La formazione è stata mappata dall'United States Geological Survey (USGS) sulla base di rilevazioni e foto aeree scattate dalla U.S. Navy nel periodo 1960-63.
La denominazione è stata assegnata dall'Advisory Committee on Antarctic Names (US-ACAN) in onore di Eric T. Gardner, della squadriglia VX-6, fotografo dell'Operazione Deep Freeze del 1966 e 1967.